# 62e cérémonie des David di Donatello
La 62e cérémonie des David di Donatello s'est déroulée le 27 mars 2017 et a récompensé les films italiens sortis en 2016.

## Palmarès
- Meilleur film : 
  - Folles de joie (La pazza gioia) de Paolo Virzì
    - Fais de beaux rêves de Marco Bellocchio
    - Fiore de Claudio Giovannesi
    - Indivisibili de Edoardo De Angelis
    - Veloce come il vento de Matteo Rovere

- Meilleur réalisateur : 
  - Paolo Virzì pour La pazza gioia

- Meilleur réalisateur débutant :
  - Marco Danieli pour L'Affranchie (La ragazza del mondo)

- Meilleur acteur :
  - Stefano Accorsi pour Veloce come il vento

- Meilleure actrice :
  - Valeria Bruni Tedeschi pour La pazza gioia

- Meilleur acteur dans un second rôle :
  - Valerio Mastandrea pour Fiore

- Meilleure actrice dans un second rôle :
  - Antonia Truppo pour Indivisibili

- Meilleur scénario : 
  - Nicola Guaglianone, Barbara Petronio, Edoardo De Angelis pour Indivisibili

- Meilleur producteur :
  - Attilio De Razza, Pierpaolo Verga pour Indivisibili

- Meilleur créateur de costumes :
  - Massimo Cantini Parrini pour Indivisibili

- Meilleur maquilleur :
  - x pour y

- Meilleur coiffeur :
  - Daniela Tartari pour La pazza gioia

- Meilleur directeur de la photographie :
  - Michele D'Attanasio pour Veloce come il vento

- Meilleur monteur :
  - Gianni Vezzosi pour Veloce come il vento

- Meilleurs effets visuels :
  - x

- Meilleure musique :
  - Enzo Avitabile pour Indivisibili

- Meilleur film étranger :
  - Animali notturni (Nocturnal Animals) de Tom Ford

- Meilleur film documentaire :
  - Crazy for Football de Volfango De Biasi